# Étréjust
Étréjust là một thị trấn ở tỉnh Somme trong vùng Hauts-de-France, Pháp.

## Địa lý
Étréjust tọa lạc tại giao lộ của các đường D157a và đường D157b, khoảng 34 km (21 mi) về phía tây của Amiens.

## Dân số
| 1962                                                           | 1968 | 1975 | 1982 | 1990 | 1999 |
| -------------------------------------------------------------- | ---- | ---- | ---- | ---- | ---- |
| 51                                                             | 54   | 48   | 47   | 40   | 39   |
| Số liệu điều tra dân số từ năm 1962, dân số không tính hai lần |      |      |      |      |      |